# Baran (distrikt)
Baran er et distrikt i staten Rajasthan i det nordlige Indien. Byen Baran er distriktets hovedby.
Baran-distriktet har et areal på 6.955,4 km² og en befolkning på 1.021.653. Distriktet ligger i det østlige Rajasthan og har grænser til staten Madhya Pradesh mod nord og øst, Jhalawar mod syd og sydvest, samt Kota mod vest og nordvest.
25°06′N 76°30′Ø / 25.1°N 76.5°Ø